# Piccolo, grande Aaron
Piccolo, grande Aaron (King of the Hill) è un film del 1993 diretto da Steven Soderbergh. Il film venne candidato per la Palma d'oro alla 46ª edizione del Festival di Cannes.

## Trama
Ambientato nell'epoca della Grande depressione, il film segue la storia di un ragazzo che lotta da solo per la sopravvivenza in un hotel a St. Louis dopo che la madre è stata rinchiusa in un sanatorio. Suo padre, un immigrato tedesco e commesso viaggiatore che lavora per la Hamilton Watch Company, è fuori per dei lunghi viaggi dai quali il ragazzo non può essere certo che tornerà.

## Accoglienza

### Critica
Nella sua recensione sul New York Times, Janet Maslin dice: "Il film fa un bel lavoro nel giustapporre i contrasti nella vita di Aaron, e nel meravigliarsi del fatto che egli sopravviva così allegramente". Nella sua sintesi dei film di Soderbergh, il San Francisco Chronicle ha scritto: "Questa storia sottile, toccante, guidata dal personaggio e sul raggiungimento della maggiore età, è uno dei film migliori e più vergognosamente trascurati di Soderbergh".
Su Rotten Tomatoes, il film ha ottenuto il 91% di "freschezza" sulla base delle recensioni provenienti da 33 critici, con un punteggio medio di 7,9/10.